# Station Bruton
Bruton is een spoorwegstation van National Rail in Bruton, South Somerset in Engeland. Het station is eigendom van Network Rail en wordt beheerd door Great Western Railway. 